# 青野慎也
青野 慎也（あおの しんや、1979年10月2日 - ）は、愛媛県新居浜市出身の元サッカー選手、サッカー指導者。現愛媛FC監督。現役時代のポジションはミッドフィールダー。

## 来歴
選手としては2002年から2004年まで当時JFLに参戦していた愛媛FCでプレーし、引退。2005年から愛媛FCジュニアユース（現U-15）コーチに就任し、指導者としてのキャリアをスタートさせる。翌2006年から2012年まで愛媛FCトップチームのコーチを務めた。トップチームコーチ在任中、イヴィッツァ・バルバリッチ監督の途中退席やベンチ入り禁止処分、途中帰国などで監督代行を務めることがしばしばあった。
2017年から2020年までモンテディオ山形でコーチを務めるも、2021年から再び愛媛FCコーチに復帰。
2023年2月9日、JFA Proライセンスを取得。
2025年シーズンから愛媛FCトップチームのヘッドコーチに就任したが、5月21日に石丸清隆監督が契約解除（解任）となったことに伴い、暫定監督に就任。6月24日、正式に監督就任。

## 所属クラブ
- 1995年 - 1997年 愛媛県立新居浜工業高等学校
- 1998年 - 2001年 愛知学泉大学
- 2002年 - 2004年 愛媛FC

## 個人成績
| 国内大会個人成績 | 国内大会個人成績 | 国内大会個人成績 | 国内大会個人成績 | 国内大会個人成績 | 国内大会個人成績 | 国内大会個人成績 | 国内大会個人成績 | 国内大会個人成績 | 国内大会個人成績 | 国内大会個人成績 | 国内大会個人成績 |
| 年度             | クラブ           | 背番号           | リーグ           | リーグ戦         | リーグ戦         | リーグ杯         | リーグ杯         | オープン杯       | オープン杯       | 期間通算         | 期間通算         |
| 年度             | クラブ           | 背番号           | リーグ           | 出場             | 得点             | 出場             | 得点             | 出場             | 得点             | 出場             | 得点             |
| 日本             | 日本             | 日本             | 日本             | リーグ戦         | リーグ戦         | リーグ杯         | リーグ杯         | 天皇杯           | 天皇杯           | 期間通算         | 期間通算         |
| ---------------- | ---------------- | ---------------- | ---------------- | ---------------- | ---------------- | ---------------- | ---------------- | ---------------- | ---------------- | ---------------- | ---------------- |
| 2002             | 愛媛             | 32               | JFL              |                  |                  | -                | -                |                  |                  |                  |                  |
| 2003             | 愛媛             | 15               | JFL              |                  |                  | -                | -                |                  |                  |                  |                  |
| 2004             | 愛媛             | 15               | JFL              |                  |                  | -                | -                |                  |                  |                  |                  |
| 通算             | 日本             | 日本             | JFL              | 39               | 3                | -                | -                | 4                | 1                | 43               | 4                |
| 総通算           | 総通算           | 総通算           | 総通算           | 39               | 3                | -                | -                | 4                | 1                | 43               | 4                |

## タイトル

### 個人
- 2000年 東海大学サッカーリーグ 9得点 得点王
- 2001年 東海大学サッカーリーグ 8得点 得点王

## 指導歴
- 2005年 - 2016年 愛媛FC
  - 2005年 ジュニアユース コーチ
  - 2006年 - 2012年 トップチーム コーチ
  - 2013年 - 2014年 ユース 監督
  - 2015年 - 2016年 トップチーム コーチ[5]
- 2017年 - 2020年 モンテディオ山形 コーチ[6]
- 2021年 - 愛媛FC
  - 2021年 - 2024年 トップチーム コーチ[7]
  - 2025年 - 同年5月 トップチーム ヘッドコーチ
  - 2025年5月 - 同年6月 トップチーム 暫定監督
  - 2025年6月 - トップチーム 監督

## 監督成績
| 年度 | 所属 | クラブ | リーグ戦 | リーグ戦 | リーグ戦 | リーグ戦 | リーグ戦 | リーグ戦 | カップ戦       | カップ戦  |
| 年度 | 所属 | クラブ | 順位     | 勝点     | 試合     | 勝       | 分       | 敗       | ルヴァンカップ | 天皇杯    |
| ---- | ---- | ------ | -------- | -------- | -------- | -------- | -------- | -------- | -------------- | --------- |
| 2025 | J2   | 愛媛   | 位       |          |          |          |          |          | -              | 2回戦敗退 |

- 2025年は5月から6月まで暫定指揮。6月より正式に指揮。